# 田代和生
田代 和生（たしろ かずい、女性、1946年1月25日- ）は、日本の歴史学者。専門は近世の日朝関係史。慶應義塾大学名誉教授。紫綬褒章受章者。文化功労者。日本学士院会員。

## 略歴
北海道札幌市出身。1968年中央大学文学部卒、同大学院修士課程修了、慶應義塾大学大学院博士課程満期退学。
1979年「近世日朝通交貿易史の研究」で、中央大学より文学博士の学位を取得。慶應義塾大学経済学部助教授、1981年博士論文を公刊したものにより日経・経済図書文化賞、1982年に義塾賞受賞、1988年慶大教授、1989年同大文学部教授、1993 - 1997年には国際日本文化研究センター運営評議員、2011年慶應義塾大学を定年退任、名誉教授。
2003年にアジア・太平洋賞受賞。2011年6月、紫綬褒章を受章。2014年日本学士院会員。2019年、瑞宝重光章受章。2024年、文化功労者。

## 著書
- 『近世日朝通交貿易史の研究』（創文社　1981年）
- 『書き替えられた国書―徳川・朝鮮外交の舞台裏』（中公新書　1983年）
- 『江戸時代朝鮮薬材調査の研究』（慶應義塾大学出版会　1999年）
- 『倭館―鎖国時代の日本人町』（文春新書　2002年）
- 『日朝交易と対馬藩』（創文社　2007年）
- 『新・倭館―鎖国時代の日本人町』（ゆまに書房〈ゆまに学芸選書〉　2011年）

### 校訂
- 『対馬宗家文書』別冊（ゆまに書房　1998-2005年）、校訂
- 『交隣提醒』（平凡社〈東洋文庫〉2014年）校訂解説